# Silent Pool
Silent Pool — студийный альбом 1997 года британо-американской джазовой пианистки Мэриэн Макпартлэнд, записанный в сопровождении струнного оркестра, басиста Энди Симпкинса и барабанщика Гарольда Джонса. Аранжировки Алана Бродбента.

## Отзывы критиков
| Оценки критиков                            | Оценки критиков |
| Источник                                   | Оценка          |
| ------------------------------------------ | --------------- |
| AllMusic                                   | [ 1 ]           |
| The Encyclopedia of Popular Music          | [ 2 ]           |
| MusicHound Jazz: The Essential Album Guide | [ 3 ]           |
| The Penguin Guide to Jazz                  | [ 4 ]           |
| Stereo Review                              | [ 5 ]           |

Скотт Яноу из AllMusic отметил, что Макпартлэнд как всегда мастерски исполняет балладные композиции, однако скучные струнные партии явно утяжеляют музыку. Дуглас Пейн из All About Jazz пришёл в восторг от альбома, заявив: «Нет никаких сомнений в том, что Silent Pool — один из лучших и самых приятных новых релизов 1997 года и, попросту говоря, одна из величайших записей Мэриэн Макпартлэнд». Крис Альбертсон в обзоре Stereo Review заявил, что альбом может вызвать приступ ностальгии у любого, чьи свечи мерцали под звуки Джеки Глисона и Бобби Хакетта. Однако он отметил, что порой струнные заглушают фортепианные партии, поэтому лучше всего Макпартлэнд проявляет себя, исполняя сольные номера. 

## Список композиций
1. «For Dizzy» — 3:43
2. «Twilight World» — 5:20
3. «Stranger in a Dream» — 6:58
4. «A Delicate Balance» — 4:30
5. «Ambiance» — 4:50
6. «Silent Pool» — 6:22
7. «Castles in the Sand» — 6:00
8. «Melancholy Mood» — 4:08
9. «Threnody» — 4:43
10. «Time and Time Again» — 4:59
11. «There’ll Be Other Time» — 3:24
12. «With You in Mind» — 3:59

## Участники записи
- Аранжировка, дирижёр — Алан Бродбент
- Бас — Энди Симпкинс
- Виолончель — Фред Сейкура, Джерри Кесслер, Джоди Бернетт, Сьюзи Катаяма, Рэй Келли
- Дирижёр — Мюррей Адлер
- Ударные — Гарольд Джонс[англ.]
- Звукорежиссёр — Фил Эдвардс
- Ассистент звукорежиссёра — Джефф Шеннон
- Исполнительный продюсер — Джон Берк
- Мастеринг — Джордж Хорн
- Сведение — Фил Эдвардс
- Фортепиано — Мэриэн Макпартлэнд
- Продюсер — Ник Филлипс
- Менеджер по производству — Кэтлин Вэнс
- Альт — Синтия Морроу, Гарри Ширинян, Хорхе Морага, Мими Гранат
- Скрипка — Бонни Дуглас, Чарльз Вил, Дон Палмер, Джина Кронштадт, Израэль Бейкер, Марси Дикт-Роу, Морис Дикт-Роу, Мюррей Адлер, Пол Шур, Стэнли Пламмер, Тибор Зелиг, Джеймс Гетцофф, Асса Дрори

Все данные взяты из примечаний к альбому.